# Zebra w palcie na asfalcie
Zebra w palcie na asfalcie (podtytuł piosenki o ruchu drogowym) – album Jacka Skubikowskiego wydany w 1990 roku w formie kasety magnetofonowej nakładem wytwórni Polton, nagrany we współpracy z Maciejem Januszką.

## Lista utworów

### Strona A
1. „Gotowe znaki drogowe” – 3:32
2. „Zebra w palcie na asfalcie” – 3:23
3. „Co to za znak?” – 3:33
4. „Rowerowy zawrót głowy” – 3:33
5. „Czerwone – stop! Zielone – hop!” – 3:40

### Strona B
1. „Uważaj, hej, uważaj!” – 3:15
2. „Drogowy elementarz” – 3:30
3. „Tata ma grata” – 3:25
4. „Bezpieczna droga do szkoły” – 3:26
5. „Każdy drogowskaz” – 4:10

## Twórcy
- Jacek Skubikowski – muzyka, słowa, śpiew, syntezatory, C-LAB UNITOR
- Maciej Januszko – śpiew

### Personel
- Mikołaj Wierusz – reżyseria i realizacja[1]